# Vranovac
Pour le village kosovar, voir Vranovac (Peć).
Vranovac (en serbe cyrillique : Врановац) est un village de Serbie situé sur le territoire de la ville de Jagodina, district de Pomoravlje. Au recensement de 2011, il comptait 136 habitants.

## Démographie
| 1948 | 1953 | 1961 | 1971 | 1981 | 1991 | 2002 | 2011 |
| ---- | ---- | ---- | ---- | ---- | ---- | ---- | ---- |
| 558  | 501  | 402  | 287  | 233  | 201  | 159  | 136  |

|  |